# Gardenia thunbergia
Gardenia thunbergia és una espècie de plantes amb flor que pertany a la família de les rubiàcies. Linneu la batejà així en homenatge al botànic suec Carl Peter Thunberg (una de les 250 espècies que li en són dedicades). Es fa de manera natural en les províncies sud-africanes de Cap Oriental, KwaZulu-Natal i Transkei, i una mica de per tot arreu en la sabana africana.

## Descripció
Creix en boscos, o en les vores d'un bosc, i té forma d'arbust o d'arbre petit (fins a 5 metres d'alçada) amb moltes branquetes rígides d'escorça suau de color grisós clar. Les fulles són suaus, brillants i senceres, agrupades en els extrems de les tiges. Les flors, abundants, són blanques, grans, molt oloroses, fan uns 70 mm. de diàmetre i tenen forma de llargs tubets. Els fruits són durs i fibrosos, de 80 mm. de llarg i 40 mm. de diàmetre, de color gris pàl·lid amb petits punts blancs, i poden romandre al vegetal durant uns quants anys si no són consumits pels antílops o els elefants.

### Reproducció
G. thunbergia té una curiosa forma de reproducció, que involucra els borinots i un gran antílop sud-africà. La pol·linització és altament especialitzada per les característiques de la flor. Consisteix en vuit o nou pètals disposats en l'extrem superior d'un tub llarg d'uns dotze centímetres, però molt estret. Les glàndules de nèctar de la base generen quantitats d'un nèctar dolç i olorós, que atreu els insectes que no hi poden accedir, però, per l'estretor del tub; un enduriment de les parets del calze evita que les abelles de les espècies Xilocopa i Bombus poguessin obrir-se pas cruspint-se el calze directament. Aquest disposició, però, forma una relació simbiòtica amb unes espècies de borinots que han desenvolupat probòscides llarguísims (fins a 14 cm.) i molt estrets que penetren en el calze de la G. thunbergia sense dificultats. Mentre n'ingereixen el nèctar, el pol·len de les vuit anteres que encerclen l'entrada del tub s'enganxa a la trompa i a altres parts del cos de l'insecte, que els transporta a altres flors en un procés de pol·linització encreuada.

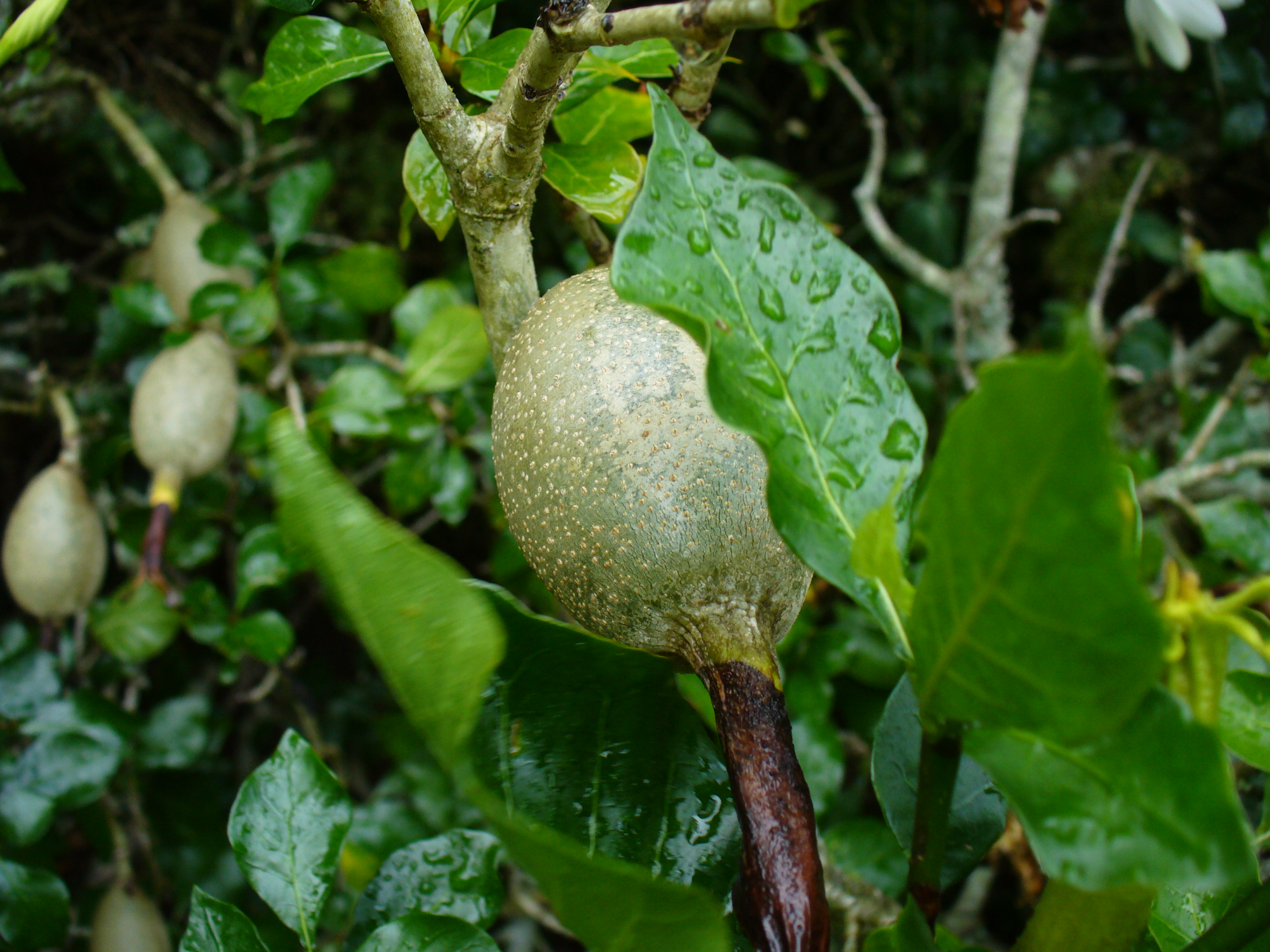
Fruit de la Gardenia thunbergia

Contràriament a la major part d'espècies vegetals, els fruits d'aquesta espècie no cauen ni s'obren, de manera que les fins a 600 llavors que pot contenir cada fruit no s'arribarien a dispersar i l'espècie s'extingiria. Per reproduir-se i expandir-se territorialment, aquest gardènia es refia dels kudus. Quan aquests antílops en masteguen els fruits, les llavors passen al sistema digestiu i d'ací en són excretades, sense danys, a la naturalesa. La durada d'aquest procés i els hàbits mòbils d'aquests animals fan que l'espècie es pugui anar estenent al llarg de la sabana, el seu hàbitat natural.

## Usos
Els natius empren les arrels de la planta com a remei per a malalties de la pell, nafres causades per la lepra i com a emètic contra la febre. L'escorça de l'arrel en problemes digestius i de la vesícula biliar. Fulles i arrel s'usen en diverses parts de l'Àfrica per la sífilis, i la saba és purgativa. A causa de la seva fragància, típica de totes les gardènies, G. thunbergia es cultiva, especialment als Estats Units, com a planta de jardí.

## Sinònims
- Caquepiria bergkia J.F.Gmel.
- Gardenia capensis (Montin) Druce

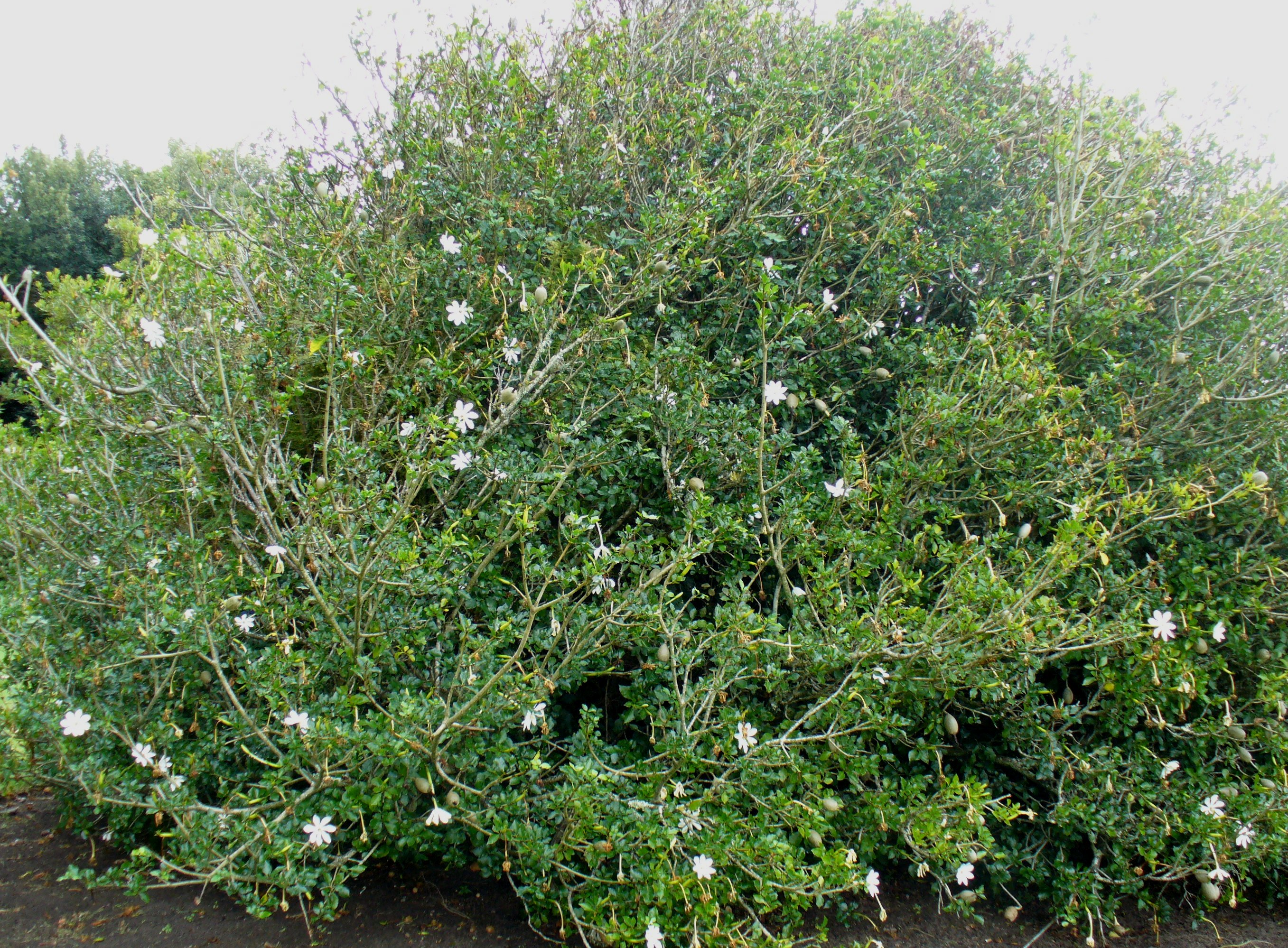
Arbust de Gardenia thunbergia

- Gardenia crassicaulis Salisb. nom il·legal
- Gardenia speciosa Salisb. nom il.
- Gardenia verticillata Lam. nom il.
- Piringa caquepiria Juss. nom il.
- Warneria thunbergia (L.) Stuntz